# Stokvishal
De Stokvishal was een poppodium en jongerencentrum in de Nederlandse stad Arnhem aan de Langstraat (op de hoek van de Halvemaansteeg), dat heeft bestaan van 1971 tot 1984. De hal, een voormalige loods van de firma W.J. Stokvis' Koninklijke Fabriek van Metaalwerken N.V., is inmiddels afgebroken.

## Programmering
Frans de Bie, een van de programmeurs van de Stokvishal tot begin 1980, deed hetzelfde werk ook bij Paradiso. Hij zorgde ervoor dat bands die in Amsterdam speelden ook naar de Gelderse hoofdstad kwamen en andersom. De Stokvishal bood formeel ruimte aan maximaal 1200 mensen maar het kwam regelmatig voor dat er meer dan 1700 betalende bezoekers werden toegelaten.

## Outillage
Het comfort in de kleedkamer was spartaans. Zo ontbrak er verwarming, waren er geen toiletten en geen douches. Ook waren er geen gescheiden kleedkamers en het publiek kon er in- en uitlopen. Begin jaren 1980 werd de hal verbouwd en werden deze voorzieningen verbeterd. De theetuin verdween toen en werd kantoorruimte. De hal was internationaal vooral bekend vanwege de uitmuntende akoestiek bij een volle zaal. 

### Theetuin
De theetuin bevond zich in de zuidoosthoek van het gebouw. Het was een ruimte die gekenmerkt werd door een gele plankenvloer met hoogteverschillen. Er stond een bonte verzameling salontafels en er lagen zitkussens op de grond. Het was vooral een hangplek, maar er werden ook activiteiten georganiseerd. Een veel herinnerde activiteit was de kinderachtige avond, waar (jong)volwassenen mee konden doen aan kinderspelletjes als tikkertje, verstoppertje, koekhappen en ezeltje prik. Op de kinderachtige avond werd ook traditioneel kindersnoep verkocht. Begin jaren tachtig werd besloten de focus volledig op concerten te richten. Er werd een tweede zaal gerealiseerd. De theetuin moest hiervoor het veld ruimen, waarmee het hippietijdperk in de Stokvishal ten einde kwam. 

## Einde
Toen de gemeente besloot dat het poppodium moest verhuizen om plaats te maken voor sociale woningbouw zocht de Stokvishal samenwerking met Jacobiberg en Willemeen. De gesprekken hierover liepen op niets uit. Een nieuw bestuur ontdekte dat de organisatie financieel een puinhoop was. Duidelijk werd dat een medewerkster en de bij haar inwonende penningmeester, gedreven door harddrugsproblemen, met regelmaat een greep in de kas hadden gedaan. De schulden bleken zo hoog opgelopen dat er niets meer te redden viel, hoewel dit door de vrijwilligers, de overgebleven cultureel werker en het bestuur wel serieus geprobeerd is. De gemeente trok de subsidie in waarmee een einde kwam aan de Stokvishal.
De Goudvishal was de opvolger van de Stokvishal en werd in 1985 geopend.

## Bands en artiesten
In de Stokvishal speelden zowel nationaal als internationaal bekende bands, zo speelden er regelmatig Nederlandse acts als Herman Brood, Normaal, Gruppo Sportivo, Doe Maar, Kayak, Alquin, Tiq Maya, CCC Inc., Earth & Fire, Livin' Blues, Cuby + Blizzards, Long Tall Ernie & the Shakers, Sweet d'Buster en Golden Earring, Massada, Vitesse, maar ook internationaal bekende bands als Sweet Smoke, Thin Lizzy, U2, Sex Pistols, UB40, Iggy Pop, Kraftwerk, Madness, The Specials, The Clash, Fischer Z, Siouxsie & The Banshees, Elvis Costello, Boomtown Rats, Blondie, Motorhead, The Stranglers, Ramones, The Damned, Simple Minds, Klaus Schulze, the Cure, The Sound, New Order, Burning Spear, The Human League, Osibisa, Fairport Convention, The Runaways, Camel, Sonny Terry & Brownie McGhee, Mother’s Finest en Lightnin' Hopkins. 
Verder waren er optredens van:
The Plasmatics, Angelic Upstarts, The Exploited, Der Kripo's, Nur Wir, Orchestral Manoeuvres in the Dark, Magma, Echo & the Bunnymen, UK Subs, Stiff Little Fingers, Combo Fantastica, The Beat, De Zingende Broertjes, Fitzkin, The Slumberlandband (voorloper van Doe Maar), Het Goede Doel, Sail Joja, Hirozima Kitz, Jane, Era, The Selecter, XTC, De Bintangs, The Undertones, Gang of Four en John Cale.  
De nummers 'Smash the Mirror', 'Going Nowhere', 'Still Believe' en 'Bread' van de LP Gigs van Sweet d'Buster zijn in 1979 in de Stokvishal opgenomen.